# Gustahnúkur
Gustahnúkur är ett berg i republiken Island. Det ligger i regionen Norðurland eystra, 290 km nordost om huvudstaden Reykjavík. Toppen på Gustahnúkur är 611 meter över havet, eller 147 meter över den omgivande terrängen. Bredden vid basen är 1,5 km.
Trakten runt Gustahnúkur är nära nog obefolkad, med mindre än två invånare per kvadratkilometer. Närmaste större samhälle är Laugar, omkring 14 kilometer sydväst om Gustahnúkur. Trakten runt Gustahnúkur består i huvudsak av gräsmarker.